# Japanski bojni brod Yamato
Yamato je bio prvi brod u Yamato-klasi bojnih brodova. Zajedno s drugim brodom iz klase, Musashijem, bio je to najteži bojni brod ikad sagrađen. Svaki od tih brodova imao je istisninu od čak 72.800 tona kada su bili puni. Ni jedan od tih veličanstvenih brodova nije preživio Drugi svjetski rat.
Yamato je proizveden 1937. godine u brodogradilištu Kure (Hiroshima), kao najveći ratni brod svojega vremena. Njegovo primarno naoružanje bili su topovi kalibra 460 mm, a maksimalna brzina broda je iznosila 27 čvorova. Pogonski sustavi činile su četiri parne turbine. Radi poboljšanja manevarskih sposobnosti ugrađeno je kormilo velikih dimenzija kojemu je pogon davao zaseban benzinski motor. Svaka od tri glavne topovske kule bila je teška 3.000 tona.
Yamato je potopljen kod Okinawe 7. travnja 1945. od strane aviona s američkih nosača. Od 2.800 članova posade preživjelo je samo njih 300.

## Konstrukcija
Trup broda sastojao se od 1.147 sekcija, od čega se 1.065 nalazilo ispod razine glavne oklopljene palube. Oklopnu zaštitu imalo je 54 posto dužine broda, protutorpedna zaštita (debljine 410 mm) je omogućavala neprobojnost prilikom udara torpeda (mase eksplozivnog sredstva oko 400 kg). Sustav za upravljanje topovskom vatrom za borbu s razaračima i zrakoplovima bio je smješten u zapovjednom tornju. Kao pogonsko gorivo korištena je nafta. Na brodu je služilo ukupno oko 2.800 članova posade. Djelovao je u sastavu mješovite flote, 1. divizije bojnih brodova. Od kolovoza 1942. godine djelovao je zajedno s bojnim brodom Musashi u području Guadalcanala.

### Naoružanje
Yamatovo glavno naoružanje se sastojilo od devet 460 milimetarskihtopova - najveći kalibar pomorskoga topništva koje je ikada bilo postavljeno na ratnom brodu. Svaki top je bio dugačak 21 metara i težak 147 tona, te je bio u stanju ispaljivati eksplozivne i probojne granate na udaljenost od 42 kilometra. Sekundarno naoružanje sastojalo se od 12 topova od 155 mm postavljenih na četiri trostruka tornja, jedan u sredini, jedan na krmi i dva u sredini broda, te od 12 topova od 127 mm, po šest na svakoj strani broda. Imao je još 24 protuzrakoplovna topa od 25 mm, uglavnom smještenih u srednjem dijelu broda. Godine 1945. sekundarno je naoružanje promijenjeno, tako da je Yamato imao šest 155 milimetarskih topova, 24 topa od 127 mm i čak 162 protuzrakoplovnih topova od 25 mm. Odgovaralo je to iskustvu u proteklom dijelu rata, gdje je glavni borbeni učinak dolazio od nosača aviona, a teške krstarice i bojni brodovi, koji neprijateljskim brodovima uglavnom nisu mogli prići na domet teških topova, uglavnom su služili za protuzračnu obranu flote.

## Služba
Brod je prvih godina rata uglavnom korišten kao zapovjedno mjesto flote, a prilike u kojima bi se mogli koristiti njegovi teški topovi zapravo nije bilo. Razmišljanja da se koristi za podršku kopnenim trupama su odbačene zbog teškoće u pribavljanju skupih 460 milimetarskih granata i visoke potrošnje goriva za plovidbu velikog bojnog broda.
Od kraja 1943. godine, Yamato i Musashi su korišteni za prijevoz kopnenih trupa i vojne opreme: veliki skladišni prostor i brzina kojom su mogli izbjegavati podmornice činili su ih pogodnim za takvu funkciju. 25. prosinca te godine Yamato je pogođen torpedom s američke podmornice Skate, oko 180 milja (290 km) od Admiralskih otoka.  Brod je zadobio rupu veličine 5x25 metara, iznad protutorpednog oklopa na desnoj strani, također je potopljena jedna sekcija za streljivo, zbog prodora oko 3000 tona vode. Brod je potom do ožujka 1944. godine proveo u popravcima, u kojima je pojačan protutorpedni oklop i dio sekundarnih topova zamijenjen protuzrakoplovnim naoružanjem. Potom brod opet prevozi kopnene postrojbe.

### Bitka kod Filipinskog mora
U lipnju 1944. Yamato i Musashi su bili ponovno korišteni za transport trupa koje su poslane da pojačaju garnizon i pomorsku obranu na otoku Biak. Misija je otkazana kada su japanski brodovi kod Marijanskih otoka susreli američke nosače. Imperijalna japanska mornarica se reorganizirala, koncentrirajući glavninu svojih borbenih snaga u nadi da će u jednoj glavnoj bitki postići odlučujući uspjeh protiv Amerikanaca. Japanska mornarica je, međutim, brojnošću i iskustvom zaostajala za američkom pacifičkom flotom. Od 19. do 23. lipnja 1944. godine, Yamato je pratio snagu Ozawove flote tokom Borbe kod Filipinskog mora. Japanci su izgubili tri nosača aviona i 426 zrakoplova. Yamatov jedini značajni doprinos je bio kada je slučajno počeo pucati na Japanske zrakoplove.
Nakon bitke, Yamato sve povukao sa svojom flotom do Hashirajima da se ponovno napuni i na naoruža. Musashi je 24. lipnja napustio svoju flotu i otputovao na kratko do Kure, gdje je na njega ugrađeno još 3 protuzrakoplovna topa od 25 mm. Promjena je rezultirala micanjem zapaljivih stvari s bojnog broda, posada je spavala na paletama koji bi koristili ako bi Yamato bio oštećen. Yamato je napustio Japan 8. srpnja s Musashi, Kongo, Nagato i 11 krstarica i razarača, koji su otplovili prema jugu. Yamato i Musashi su krenuli prema Lingga otocima, kako su stigli 17. srpnja. U ovoj fazi rata, Japanska flota tankera je bila znatno smanjena zbog napada američkih podmornica, pa je većina japanske flote bila stacionirana istočno od Malezije kako bi se omogućilo opskrbu ratne mornarice naftom s tamošnjih naftnih polja. Bojni brod je ostao kod otoka sljedeća tri mjeseca.

### Bitka u zaljevu Leyte
Između 22. i 25. listopada 1944., kao dio snaga pod zapovjedništvo admirala Takeo Kurita, Yamato je sudjelovao u jednoj od najvećih pomorskih bitaka u povijesti - Bitki u zaljevu Leyte. Kao odgovor na američku invazije na Filipinima, Operacija Sho-Go je okupila znatan broj japanskih brodova za napad kod otoka Leyte, gdje su američke trupe uspostavile bazu. 18. listopada. Yamato je dobio premaz crne kamuflaže u pripremama za planiranu noćnu plovidbu. Dok su na putu za Leyte, japanske snage su bile napadnute kod Palwanskog prolaza 23. listopada od podmornica USS Darter i Dace, koje su potopile dvije japanske teške krstarice uključujući Kuritov brod, Atago. Kurito je preživio i bio je prebačen na Yamato.

##### Bitka kod Sibuyanskog mora
Dan potom, bitka kod Sibuyanskog mora je jako oštetila Kuritovu flotu, gubitkom tri teške krstarice, uklanjajući značajni dio Flotine prouzrakoplovne obrane. Tijekom dana, američki nosači aviona su ostvarili ukupno 260 uzleta. Zrakoplov s USS Essex je pogodio Yamato s dvije probojne bombe. Yamato je pretrpio umjerenu štetu i primio oko 3.370 tona vode, ali je ostao u borbi. Amerikanci su svoje napade tada usredotočili na Musashi koji je doista i potopljen nakon što je bio pogođen sa 17 bombi i 19 torpeda.

## Operacija Ten-Go
1. siječnja 1945. su Yamato, Haruna i Nagato bili prebačeni u reaktiviranu 1. diviziju bojnih brodova. Yamato je napustio zaljev dva dana kasnije i krenuo za Japansko more. Premještanje je bilo kratko: 1. divizija bojnih brodova je bila opet raspuštena 10. veljače, te je Yamato dodijeljen 1. diviziji nosača aviona. 19. ožujka, američki zrakoplov s brodova Enterprise, Yorktown i Intrepid su napali Kure. Premda je bilo pogođeno 16 ratnih brodova, Yamato je pretrpio samo manju štetu. 
Kao završni korak pred planiranom invazijom Japana, savezničke snage su napale Okinawu 1. travnja. Japanska mornarica je odgovorila operacijom Ten-Go, koja je trebala demonstrirati podršku preostalim japanskim kopnenm snagama na Okinawi. Yamato i devet pratećih brodova su trebali doći do Okinawe, gdje bi kamikaze i kopnena vojska na Okinawi izvršili protunapad na američke snage koje su se iskrcale na otok; Yamato se trebao nasukati i nastaviti s borbom sve dok ne bi bio uništen. U pripremama za misiju, Yamato se napunio do kraja s municijom 29. ožujka. Prema Japanskom planu, brodovi su trebali uzeti što više streljiva, a goriva samo koliko je potrebno za plovidbu u jednom smjeru do Okinawe.
Nažalost za Japance, Saveznici su presreli i dekodirali radio poruku s informacijama o planiranoj operaciji Ten-Go. Dodatna potvrda Japanskih namjera došla je 20:00 sati, kada su američke podmornice Threadfin i Hackleback uočile japanske brodove kod morskog prolaza Bungo. Obje podmornice su dojavile koordinate Yamata američkim zrakoplovima, koji međutim nisu mogli izvršiti uspješan napad zbog brzine Japanskih brodova i njihove cik-cak plovidbe. Savezničke snage oko Okinawe su se pripremile za japanski napad. 
Oko 12:30, 280 bombardera i torpednih aviona su stigli do japanskih snaga. Japanski razarač Asashimo, koji je ranije ispao iz formacije zbog problema s motorom, bio je prvi napadnut i potopljen. Yamato je oko 12:41 bio pogođen s dvije bombe koje su razorile dva protuzrakoplovna topa i načinile rupu u palubi. Treća bomba je uništila glavni radarski centar. U 12:45 torpedo je pogodio prednju stranu broda, te je brod pretrpio teško oštećenje. Članovi posade koji se nisu povukli natrag u brod postradali su u napadu američkih zrakoplova.
Oko 13:40. najmanje četiri bombe su pogodile srednji dio broda i izazvale mnogo žrtava, uglavnom u posadama 25 milimetarskih protuzrakoplovnih topova. Potom je brod pogođen s 4 torpeda, od kojih tri su eksplodirala s desnog boka, koja je počeo primati puno vode u palubi s motorima i strojevima; potom je poplavljena i borbeni komandni most u potpalublju. Gubitkom sobe za upravljanje broda, brod je izgubio sposobnost manevriranja i počeo se postepeno zaustavljati.
Oko 14:02 izdana je zakašnjela zapovijed da posada napusti brod. U to vrijeme, brzina Yamata je bila pala na 10 čvorova (19 km/h). Vatra se širila bez kontrole, te je počeo je zvoniti alarm zbog visoke temperature u prednjoj sekciji s municijom. Normalna procedura bi bila da se poplavi sekcija sa streljivom kako požar ne bi izazvao eksploziju, ali su za to predviđene crpke već bile onesposobljene.
U 14:20 nestalo je struje, a preostali 25 milimetarski protuzrakoplovni topovi su počeli padati u more. Tri minute kasnije, Yamato se prevrnuo. Njegove glavne kupole su otpale, te je naposljetku zbog prevrtanja jedna od sekcija s municijom eksplodirala u velikoj eksploziji. Poslije toga Yamato je počeo ubrzano tonuti. Od 3.332 članove posade preživjelo je samo njih 270.
Admiral Seiichi Ito, zapovjednik operace koju je smatrao nekorisnom i kojoj se protivio zbog uzaludnog gubitka života njegovih mornara, odabrao je da ne napusti brod te je u potonuću i sam izgubio život.
Od prvog napada pa sve do eksplozije, Yamato je bio pogođen s najmanje 11 torpeda i 6 bombi.

## Posljedice operacije Ten-Go
Operacija Ten-Go je koštala Japance između 3.700 i 4.250 poginulih, te gubitka brodova Yamato, Yahagi i četiri razarača. Američka mornarica je izgubila samo 12 mornara i 10 zrakoplova.
Operacija Ten-Go Japanske mornarice je zadnja značajna akcija Drugog svjetskog rata, te mali broj preostalih brodova nije imao neki značajni utjecaj na posljednje dane rata.
Operacija Ten-Go je imala minimalni utjecaj na Savezničke snage oko i na Okinawi, Otok je proglašen sigurnim 21. lipnja 1945.

## Vanjske poveznice
Zapis o kretanju (s eng.)
Operacija Ten-Go(s eng.)